# 1922 dans le catholicisme
Chronologie du catholicisme
- 1918
- 1919
- 1920
- 1921
- 1922
- 1923
- 1924
- 1925
- 1926

Cet article présente les faits marquants de l'année 1922 dans le catholicisme.

## Évènements

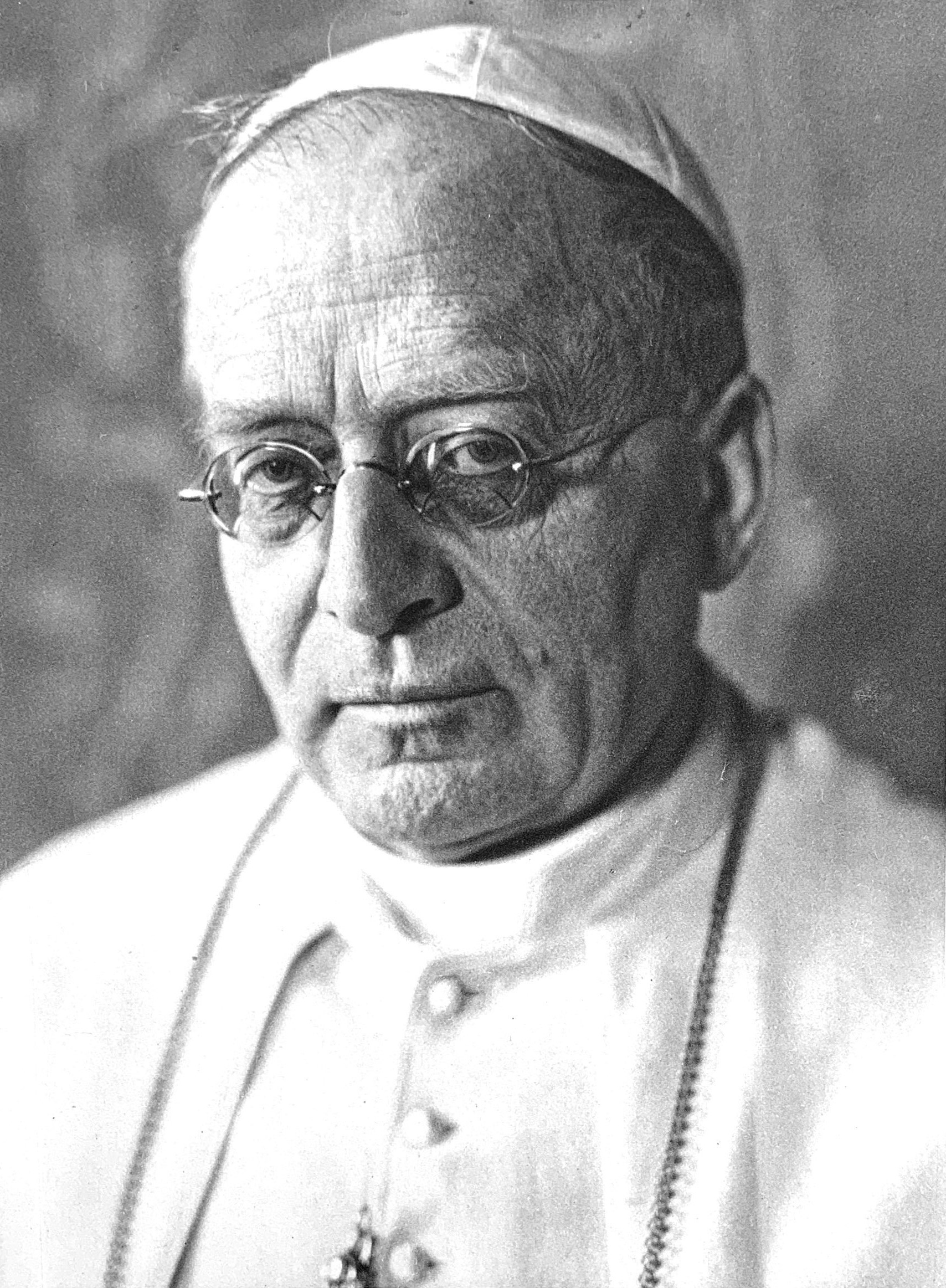
Pie XI

- 1er janvier : Baptême de la future sainte Edith Stein, venue du judaïsme.
- 2 au 6 février : Conclave consécutif au décès de Benoît XV et élection de Pie XI.
- 2 mars : Pie XI proclame Sainte Jeanne d'Arc patronne secondaire de la France par la lettre apostolique Beata Maria Virgo in cælum Assumpta in gallicæ qui confirme en outre que la Sainte Vierge est la patronne principale.
- 24 au 29 mai : Congrès eucharistique international à Rome.
- 3 novembre : Ratification du concordat avec la Lettonie nouvellement indépendante, premier en date après la guerre.
- 11 décembre : Création de 8 cardinaux par Pie XI.

## Naissances
Janvier
- 1er janvier : José de Jesús Sahagún de la Parra, prélat mexicain, évêque de Ciudad Lázaro Cárdenas
- 6 janvier : Odile de Vasselot de Régné, résistante et laïque consacrée française († 21 avril 2025)
- 15 janvier : Paul Marcinkus, prélat américain de la Curie, président de la banque du Vatican († 20 février 2006)
- 18 janvier : Henryk Fros, prêtre jésuite, théologien, hagiographe et médiéviste polonais († 24 avril 1998)
- 19 janvier : Claude Châtelain, prêtre et auteur français († 16 septembre 2014)
- 22 janvier :  Austin-Emile Burke, prélat canadien, archevêque de Halifax († 12 août 2011)
- 23 janvier : Raymond d'Izarny, dit le Cybercuré, prêtre sulpicien et personnalité français d'Internet († 7 mars 2015)

Février
- 1er février : Ernst Heinrich Karlen, prélat zimbabwéen d'origine suisse, archevêque de Bulawayo († 28 octobre 2012)
- 8 février : Jean Urvoas, prêtre français, soutien de l'indépendance de l'Algérie († 29 mars 1988)
- 11 février : François-Marie Morvan, prélat spiritain français, évêque de Cayenne († 25 octobre 1998)
- 20 février : 
  - Clément Combes, prélat et missionnaire français, archevêque d'Alger et de Carthage († 29 septembre 1939)
  - Pierre Toulat, prêtre et essayiste français († 10 octobre 2018)
- 21 février : Norman McFarland, prélat américain, évêque d'Orange et de Reno (en) († 16 avril 2010)
- 24 février : Elmar Maria Kredel, prélat allemand, archevêque de Bamberg († 10 juin 2008)

Mars
- 5 mars : Claude Frikart, prélat eudiste français, évêque auxiliaire de Paris et évêque titulaire de Summula († 18 décembre 2014)
- 7 mars : Umberto Betti, cardinal et théologien italien († 1er avril 2009)
- 21 mars : Pio Laghi, cardinal italien de la Curie, précédemment diplomate du Saint-Siège et archevêque titulaire de Mauriana (de) († 10 janvier 2009)
- 23 mars : Louis Kuehn, prélat français, évêque de Meaux († 25 juin 2008)
- 24 mars : Joseph Milik, prêtre et archéologue polonais († 6 janvier 2006)
- 30 mars : Virgilio Noè, cardinal italien de la Curie, précédemment diplomate du Saint-Siège et archevêque titulaire de Voncaria (de) († 24 juillet 2011)

Avril
- 2 avril : Dino Monduzzi, cardinal italien de la Curie, précédemment évêque titulaire de Capri (de) († 13 octobre 2006)
- 4 avril : Louis Prévoteau, prêtre français, fondateur de la « Madone des motards » († 6 février 2014)
- 8 avril : Jean Vilnet, prélat français, évêque de Lille († 23 janvier 2013)
- 19 avril : Luigi Barbarito, prélat italien, diplomate du Saint-Siège et archevêque titulaire de Fiorentino (de) († 12 mars 2017)
- 25 avril : Georges Cottier, cardinal dominicain et théologien suisse, précédemment archevêque titulaire de Tullia (de) († 31 mars 2016)
- 26 avril : Jacques Toussaert, prêtre, enseignant et auteur français († 18 novembre 2014)
- 27 avril : Louis Dalle, déporté, prélat et missionnaire français au Pérou († 9 mai 1982)

Mai
- 1er mai : Louis-Alphonse Maugendre, prêtre, essayiste et biographe français († 26 mars 1999)
- 4 mai : Paul-Émile Charbonneau, prélat canadien, premier évêque de Hull († 21 mai 2014)
- 8 mai : 
  - Stephen Kim Sou-hwan, premier cardinal sud-coréen, archevêque de Séoul († 16 février 2009)
  - François Maurer, prélat français, vicaire apostolique de Saint-Pierre et Miquelon et évêque titulaire de Chimaera (de) († 5 avril 2000)
- 15 mai : Simon Tonyé, prélat camerounais, archevêque de Douala († 21 février 1997)

Juin
- 9 juin : Jef Ulburghs, prêtre et homme politique belge († 31 août 2010)
- 10 juin : Pierre Kervennic, prélat français, évêque de Saint-Brieuc († 21 décembre 1991)
- 11 juin : Alberto Bovone, cardinal italien de la Curie, précédemment archevêque titulaire de Césarée-en-Numidie (de) († 17 avril 1998)
- 24 juin : Joseph Rabine, prélat français, archevêque d'Albi († 12 décembre 1988)

Juillet
- 1er juillet : Phil Bosmans, prêtre et écrivain belge († 17 janvier 2012)
- 5 juillet : Jean Lefeuvre, prêtre jésuite, sinologue, écrivain et missionnaire français en Chine († 24 septembre 2010)
- 18 juillet : Roger Heckel, prélat français, évêque coadjuteur de Strasbourg († 26 septembre 1982)
- 26 juillet : Gilberto Agustoni, cardinal suisse de la Curie, précédemment archevêque titulaire de Caprulae (de) († 13 janvier 2017)
- 31 juillet : Lorenzo Antonetti, cardinal italien de la Curie, précédemment archevêque titulaire de Rusellae (de) († 10 avril 2013)

Août
- 4 août : Luis Aponte Martínez, premier cardinal portoricain, archevêque de San Juan de Puerto Rico († 10 avril 2012)
- 12 août : Bienheureux Louis Bordino, religieux italien († 27 juillet 1977)
- 14 août : Gilles Ouellet, prélat canadien, archevêque de Rimouski († 13 août 2009)
- 21 août : Jean Domaine, prêtre italien († 11 juillet 2006)

Septembre
- 3 septembre : Guy Deleury, prêtre et indianiste français († 10 mars 2015)
- 4 septembre : Rosalío José Castillo Lara, cardinal vénézuélien de la Curie, précédemment évêque titulaire de Præcausa (de) († 16 octobre 2007)
- 25 septembre : Roger Etchegaray, cardinal français de la Curie, précédemment évêque titulaire de Gemellae-en-Numidie (de) († 4 septembre 2019)

Octobre
- 4 octobre : Sainte Jeanne Beretta Molla, mère de famille et médecin italienne († 28 avril 1962)
- 7 octobre: José O'Callaghan, prêtre jésuite, théologien, papyrologue et bibliste espagnol († 15 décembre 2001)
- 15 octobre : Luigi Giussani, prêtre, éducateur, philosophe, théologien, fondateur et serviteur de Dieu italien († 22 février 2005)
- 19 octobre : Pierre-Marie Gy, prêtre dominicain, théologien, liturgiste et universitaire français († 20 décembre 2004)
- 25 octobre : Joseph Sardou, prélat français, archevêque de Monaco († 19 septembre 2009)

Novembre
- 6 novembre : Augusto Vargas Alzamora, cardinal péruvien, archevêque de Lima († 4 septembre 2000)
- 28 novembre : Henri Derouet, prélat français, évêque d'Arras († 4 juillet 2004)
- 29 novembre : André Quélen, prélat français, évêque de Moulins († 20 juillet 2006)

Décembre
- 27 décembre : Juan José Gerardi Conedera, prélat guatémaltèque, évêque auxiliaire de Guatemala et évêque titulaire de Guardialfiera (it), militant des droits de l'homme, assassiné († 26 avril 1998)
- 31 décembre : Tomás Balduino, prélat et théologien de la libération brésilien, évêque de Goiás († 2 mai 2014)

## Décès

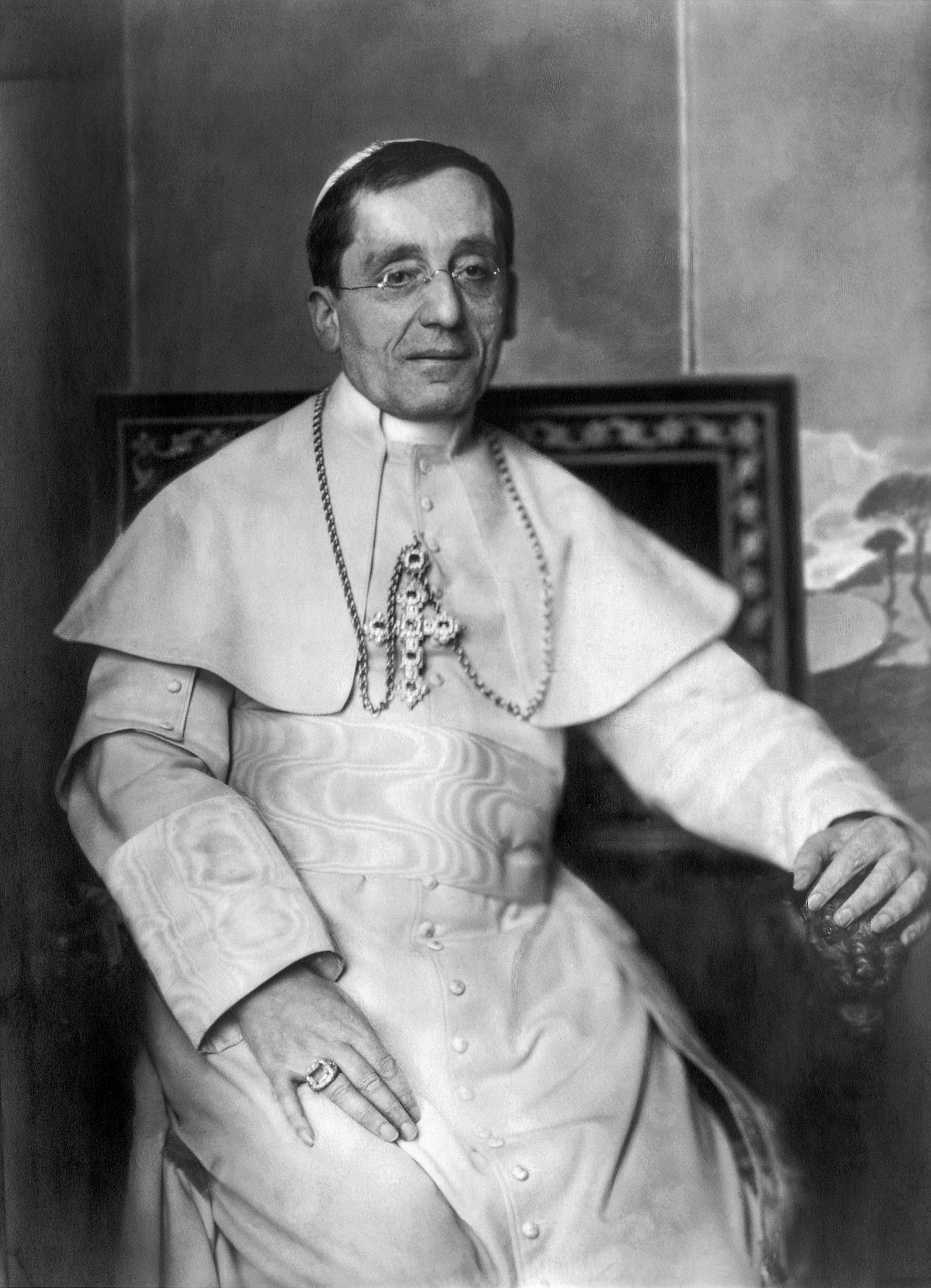
Benoît XV

- 5 janvier : Anton von Wolszlegier, prêtre et homme politique allemand (° 14 mars 1843)
- 22 janvier : 
  - Benoît XV, 258e pape (° 21 novembre 1854)
  - Enrique Almaraz y Santos, cardinal espagnol, archevêque de Tolède (° 22 septembre 1847)
  - Bienheureux Joseph Nascimbeni, prêtre et cofondateur italien (° 22 mars 1851)
- 27 janvier : Lucien Lacroix, prélat français, évêque de Tarentaise (° 8 janvier 1855)
- 29 janvier : Albert Le Nordez, prélat français, évêque de Dijon (° 19 avril 1844)
- 10 février : Alfred Cauchie, prêtre et historien belge (° 26 octobre 1860)
- 24 février : Désiré Hyacinthe Berthoin, prélat français, évêque d'Autun (° 14 octobre 1855)
- 12 mars : Bienheureuse Angèle Salawa, laïque polonaise (° 9 septembre 1881)
- 21 avril : Louis Duchesne, prêtre, philologue et historien français, membre de l'Académie française (° 13 septembre 1843)
- 26 mai : Oscar Havard, journaliste et écrivain français (° 24 mai 1845)
- 25 juin : Teodoro Valfrè di Bonzo, cardinal italien de la Curie, précédemment archevêque titulaire de Trébizonde (de) (° 21 août 1853)
- 6 juillet : Bienheureuse Marie-Thérèse Ledóchowska, religieuse polonaise, fondatrice des Sœurs missionnaires de saint Pierre Claver (° 29 avril 1863)
- 3 septembre : Hector Hoornaert, prêtre et enseignant belge (° 1er octobre 1851)
- 16 octobre : Miquel Costa i Llobera, prêtre, poète et écrivain espagnol (° 10 mars 1854)
- 27 octobre : Hugo Verriest, prêtre et écrivain belge (° 25 novembre 1840)
- 1er novembre Bienheureux Charles Ier, empereur d'Autriche (° 17 août 1887)
- 6 novembre : Jean-Baptiste Martin, prêtre et historien de l'Église catholique (° 21 janvier 1864)
- 12 novembre : Léon Livinhac, prélat et missionnaire français, vicaire apostolique de Victoria-Nyanza et évêque titulaire de Pacandus (it) puis archevêque titulaire d'Oxyrhynque (de), supérieur général des Pères blancs (° 13 juillet 1846)
- 20 novembre : Bienheureuse Marie Fortunée Viti, religieuse bénédictine italienne (° 10 février 1827)
- 8 décembre : José María Martín de Herrera y de la Iglesia, cardinal espagnol, archevêque de Saint-Jacques-de-Compostelle (° 26 août 1835)